# 楊念祖 (臺灣學政界人物)
楊念祖（1955年5月15日—），臺灣軍事戰略學者、政治人物，籍貫江蘇丹陽，生於臺北市，曾任國防部長、國安會諮委、高政協會理事長、國立中山大學教授、英國牛津大學研究員，畢業於輔大社會系、英國雷丁大學及英國倫敦政經學院雙碩士，在洪仲丘事件後上台，為馬英九政府第一位文人國防部長，於其任內立法院通過軍審法改革，是軍中人權一大改革，但因就職後立即遭民進黨台北市黨部執行長朱政騏揭發其所編著書籍中有一篇由代筆者所寫文章涉及抄襲，在任六天之後就閃電請辭，刷新了中華民國行政院部會首長最短任期記錄，後由參謀總長嚴明上將接任國防部長。國立中山大學隨後發布聲明，經學倫會調查：「所提的升等著作，為英文著作，且參考文獻中，無涉抄襲的爭議文章」，獲還原清白與研議續聘，證實其爭議僅為一場政治鬥爭。

## 簡介
楊念祖為天主教輔仁大學社會學學士。英國雷丁大學社會學碩士、倫敦政治經濟學院研究所政治學碩士，曾擔任中華民國高等政策研究協會秘書長、國立中山大學通識教育中心講師、助理教授。
楊念祖為台灣專研美國—中国大陆—台灣關係學者，研究論文包括：新世紀中共解放軍與台海安全、中共軍事戰略的演進與未來發展趨勢、美國最新國防評估與兩岸關係、中華民國的國防環境與建軍方向、台灣應打不對稱戰法、近期解放軍空軍發展之研析等專文。曾參與香港、美國等地學術研討會 。
2009年9月16日被總统馬英九任命為國防部副部長，2013年8月1日原國防部長高華柱因洪仲丘事件下臺，而扶正升為部長，但因民進黨台北市黨部執行長朱政騏揭發其所編書籍內文涉及學術倫理問題而在8月6日就請辭。

## 學歷
- 1977 輔仁大學社會系學士[6][7]
- 1980 英國雷丁大學社會研究所碩士
- 1981 英國倫敦政治經濟學院研究所碩士
- 1982-84 英國牛津大學沃弗森书院研究人员

## 經歷
國立中山大學學術研究中心助理研究員、國立中山大學中山學術研究所兼任講師、中華民國高等政策研究協會秘書長、美國新聞總署（USIA）訪問學者、國立中山大學學術研究處交流組組長、外交部諮詢委員、陸委會諮詢委員、國防部國防報告書諮詢委員、國立中山大學講師、國防部高級戰略研究班講座、國立中山大學通識教育中心專任教授。
2010年擔任國防部軍政副部長，在2012年兼任國防部國防智庫籌備處主任。2013年7月31日，因洪仲丘事件上台接任國防部部長，但在上任第六天後，民進黨台北市黨部執行長、世新大學講師、台大社會學博士班研究生朱政騏向《壹週刊》揭發，2007年2月由楊念祖編的一書《決戰時刻：20XX年解放軍攻台戰役兵棋推演》，其中一篇由楊念祖署名的文章涉及抄襲。8月6日，《壹週刊》記者向楊念祖求證此事，並告知預計在8月7日出刊的《壹週刊》將以此作為封面故事出刊。楊念祖承認此篇文章由友人代寫，友人抄襲了由中國大陸「國際展望雜誌」出版的一篇專文，這篇文章將美國軍事專家費學禮於2006年的文章譯為簡體中文，在署名楊念祖發表的文章〈全球軍事革新和科技化對解放軍戰略的影響〉中約三分之二的部份都是直接抄襲這篇專文，总共抄襲1萬餘字。在譯成正體中文時未將大陸用語「信息」譯為臺灣慣用的「資訊」。在週刊出版前夕，楊念祖向行政院請辭下台。由副部長高廣圻海軍上將暫代（後由嚴明空軍上將退役接掌），成為中華民國史上任期最短的國防部部長。
2013年8月9日，前國防部部長、前行政院長唐飛接受東森專訪，提到國防部在1999年修法，基本精神是用文人領軍，但13年後依然未能實現；「當初在修法時承受很多壓力，軍中的反對聲浪質疑，為什麼要把權力交給外人？」、「從武人領軍跨到文人領軍，是非常艱難的一步，而此時國家面臨重大事件，楊念祖上台的時間不對。」原本在楊念祖上台前，朝野已有共識應以文人領軍。
2015年2月7日，出任國安會諮委。